# Biserica Înălțarea Domnului din Chirpăr

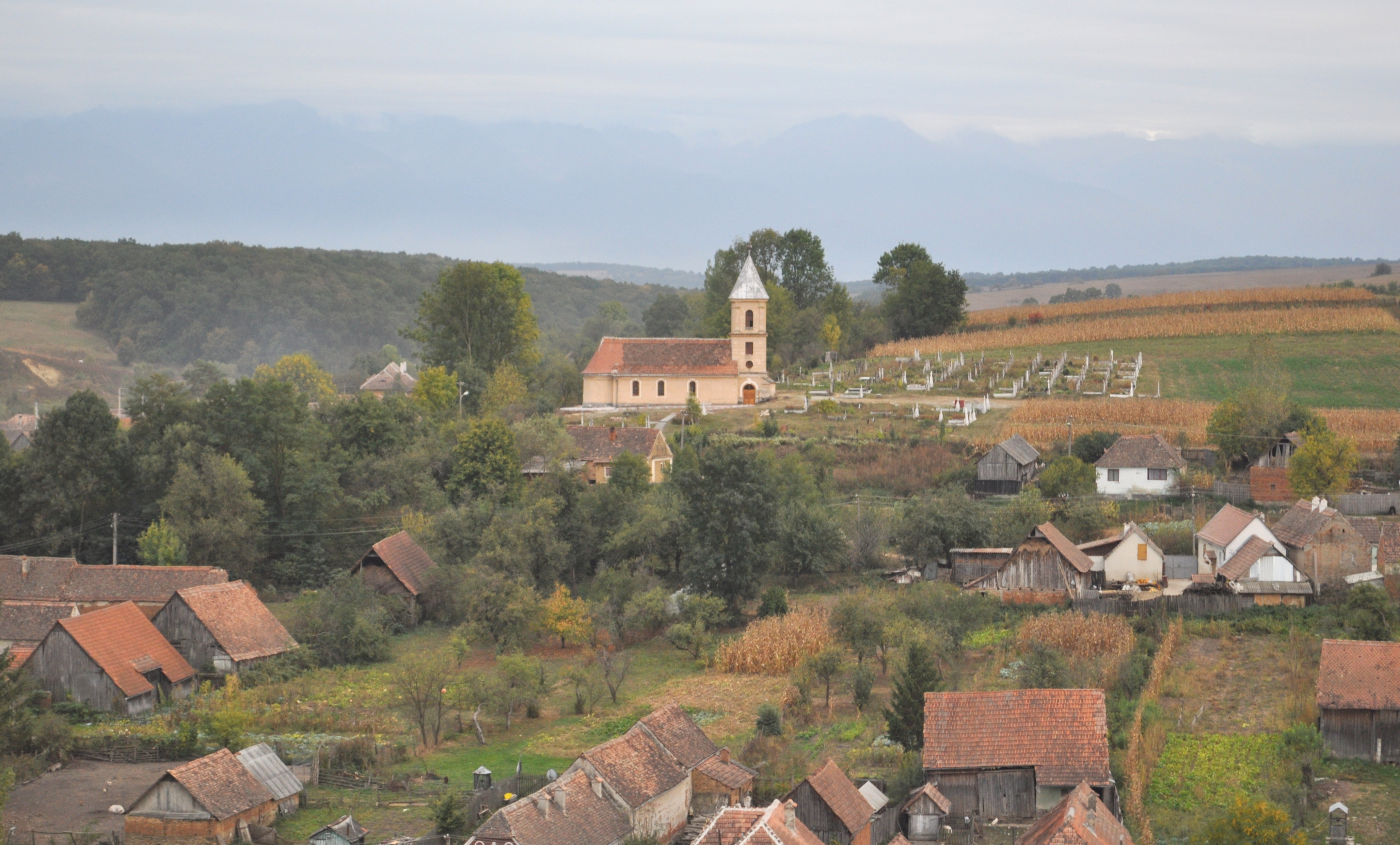
Biserica „Înălțarea Domnului" din Chirpăr, comuna Chirpăr, județul Sibiu, foto: septembrie 2011.

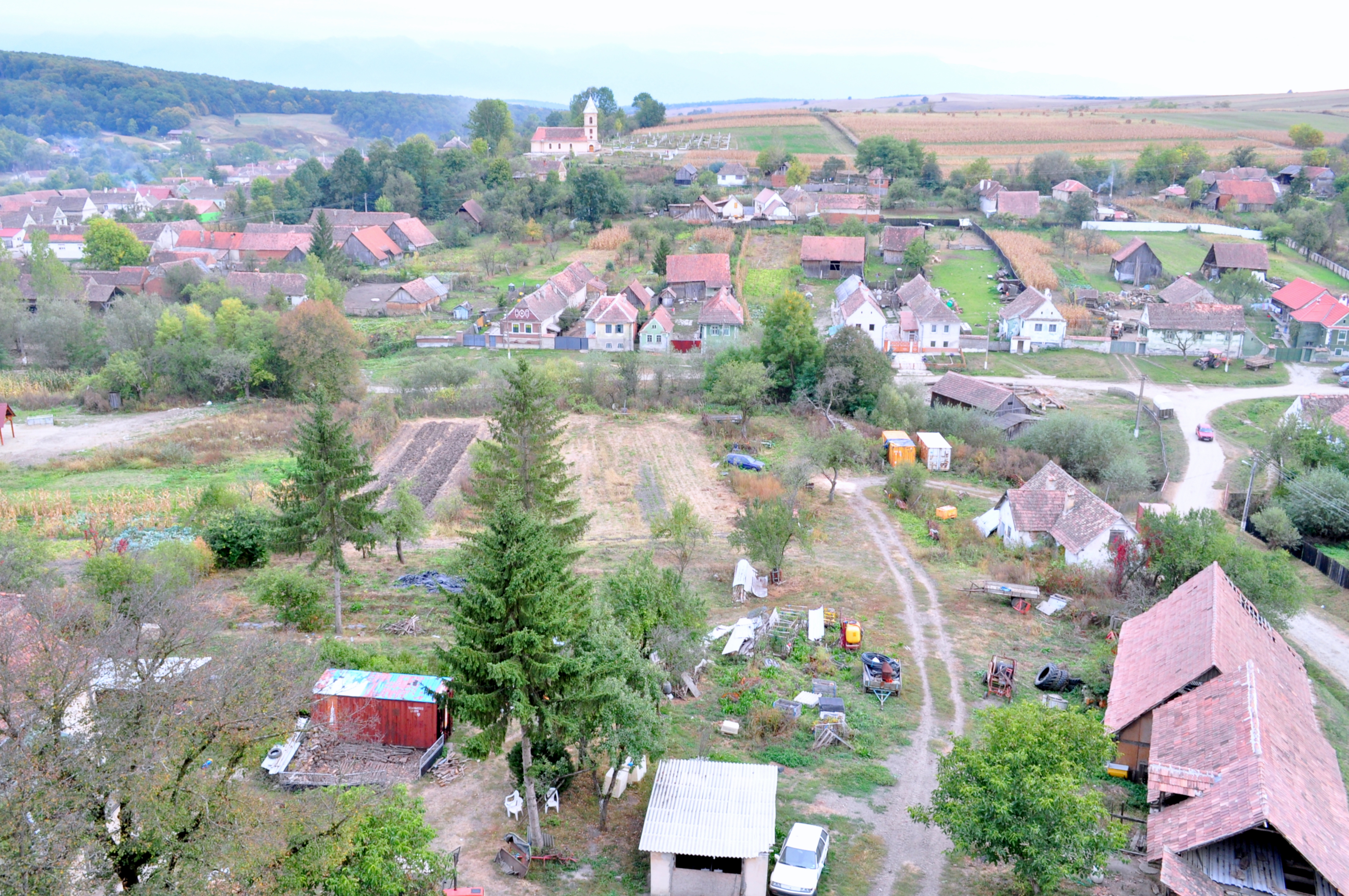
Biserica „Înălțarea Domnului" din Chirpăr, comuna Chirpăr, județul Sibiu, foto: septembrie 2011.

Biserica „Înălțarea Domnului" din Chirpăr, județul Sibiu, a fost construită în 1844. Lăcașul de cult figurează pe lista monumentelor istorice 2015, cod LMI SB-II-m-B-12353.

## Localitatea
Chirpăr (în dialectul săsesc Kirperich, Kirpriχ, în germană Kirchberg, în traducere „Dealul Bisericii”, în maghiară Kürpöd, Körpöd), este satul de reședință al comunei cu același nume din județul Sibiu, Transilvania, România. Prima menționare documentară a satului Chirpăr este din anul 1332.

## Istoric
Biserica a fost construită în anul 1844, renovată și modificată în anul 1899.

## Imagini din exterior

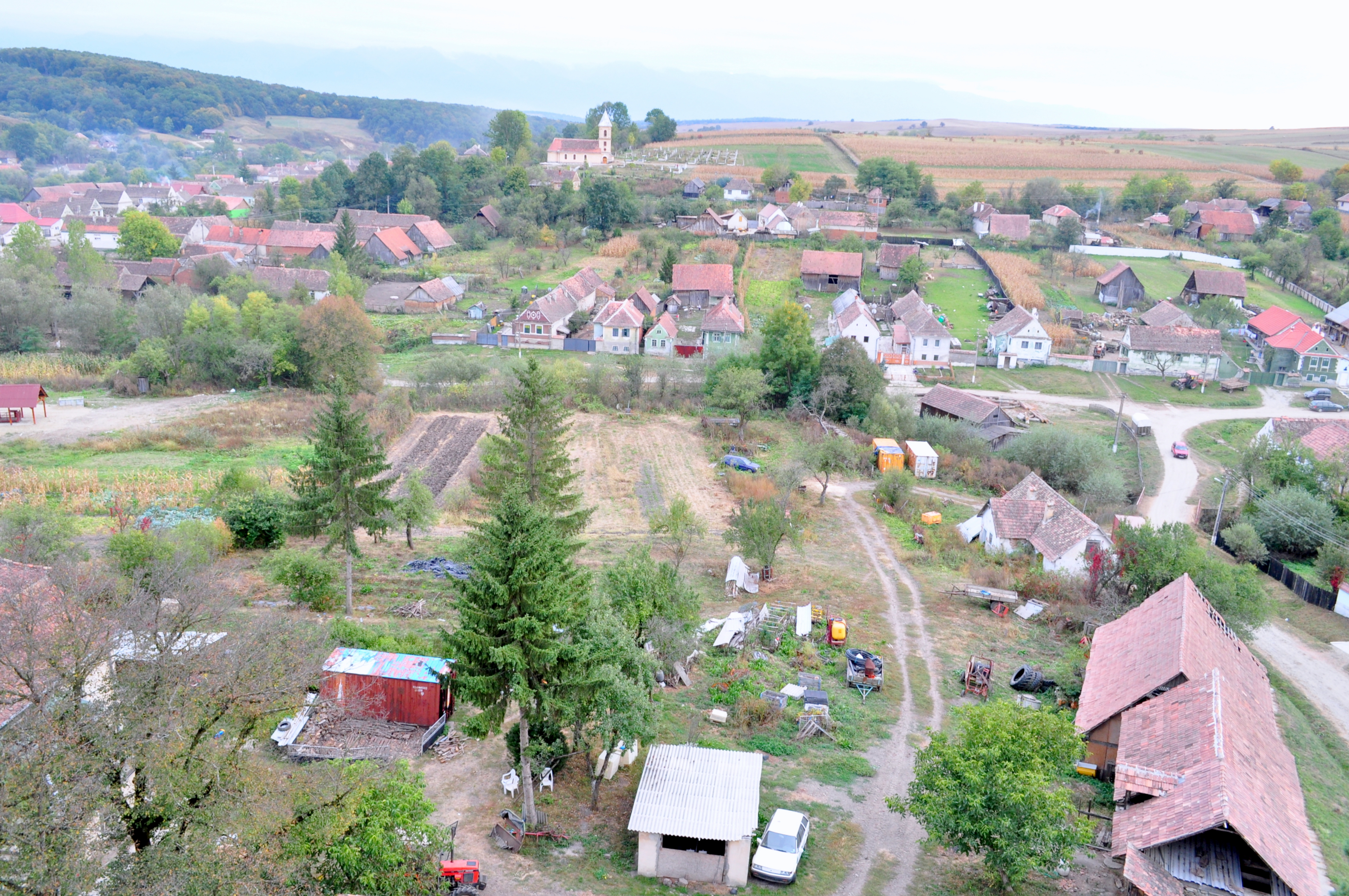
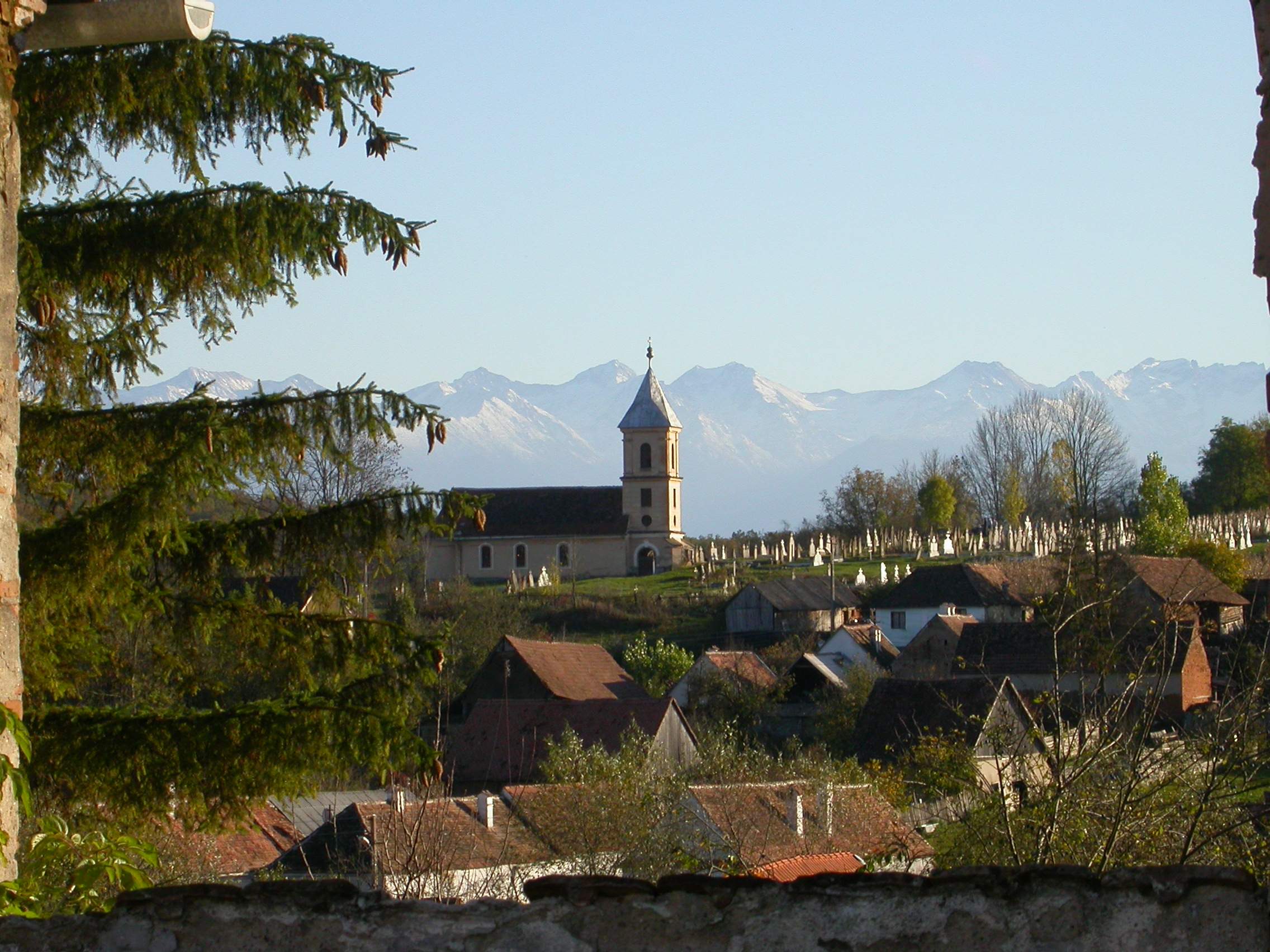
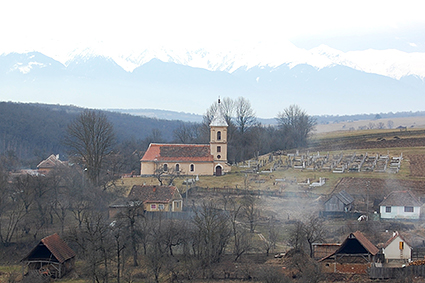